# Кимак, Виктор Фёдорович
Виктор Фёдорович Кимак (русин. Виктор Федоров Кимак; 1840, Австрийская империя — 1900, Одесса, Российская империя) — русинский педагог, журналист, историк, редактор, русофил.

## Биография
По происхождению русин. Учился в Унгварской (ныне Ужгород) гимназии, окончил там же богословскую семинарию, но от духовного звания отказался. Работал преподавателем истории в Унгварской гимназии. Историю преподавал на русинском языке, курс лекций позже в виде учебника, был издан русинской культурно-просветительской организацией «Общество святого Василия Великого» под названием «Всемирная исторія» в 3-х томах (1868—1870).
Занимался просвещением народа, выступал в защиту прав Русинской грекокатолической церкви, национальных традиций, боролся с угрозой мадьяризации населения в Угорской Руси.
С июня 1869 года редактировал  первую Подкарпатскую газету «Свѣтъ» «Общества святого Василия Великого».
Будучи редактором стремился приблизить язык издания к нормам литературного русского языка, публиковал произведения русских писателей. Продолжал линию предыдущих редакторов Юрия Игнаткова и Кирилла Сабова, активно критиковал государственный строй и политику властей Австро-Венгрии, епископат, из-за чего имел многих недоброжелателей.
В феврале 1871 года на заседании Общества Св. Василия Великого член редакции отец Николай Гомичков потребовал увольнения Виктора Кимака с должности главного редактора. После отстранения с поста редактора В. Кимак продолжил критику епископа и властей Австро-Венгрии. В июле 1871 года начал редактировать и издавать сатирический еженедельник «Сова». В истории журналистики Венгерского королевства это был уникальный случай, когда публицист систематически нападал с критикой на высшее церковное руководство. После выхода первого номера «Совы» епископ добился прекращения публикации еженедельника в Унгваре. Виктор Кимак продолжил издание в Будапеште, где опубликовал ещё четыре номера, пока еженедельник не запретили.
Министерство образования перевело В. Кимака в гимназию другого города. Вместо этого он эмигрировал в Россию, где занял место преподавателя гимназии в Санкт-Петербурге, затем в Москве. В 1874 году из-за проблем со здоровьем переехал в Одессу, где учительствовал в гимназии до конца жизни.